# بيلي بوكنر
بيلي بوكنر (بالإنجليزية: Billy Buckner)‏ هو لاعب كرة قاعدة أمريكي، ولد في 27 أغسطس 1983 في ديكاتور في الولايات المتحدة.

## وصلات خارجية
- بيلي بوكنر على موقع دوري كرة القاعدة الرئيسي (الإنجليزية)
- بيلي بوكنر على موقعبيزبول رفرنس.كوم (الدوري الرئيسي) (الإنجليزية)
- بيلي بوكنر على موقعبيزبول رفرنس.كوم (الدوري الثانوي) (الإنجليزية)
- بيلي بوكنر على موقع إي إس بي إن.كوم (أم.أل.بي) (الإنجليزية)
- بيلي بوكنر على موقع مشجعي الرسوم البيانية (الإنجليزية)